# Долгое (озеро, Плюсская волость)
Долгое озеро — озеро на западе Плюсской волости Плюсского района Псковской области.
Площадь — 1,7 км² (167,3 га, с островами — 168,3 га). Максимальная глубина — 21,3 м, средняя глубина — 6,7 м.
Сточное. Относится к бассейну реки Должанка, притока Чёрной, впадающей в Плюссу.
Тип озера плотвично-окуневый. Массовые виды рыб: щука, окунь, плотва, красноперка, ерш, карась, линь, налим, щиповка, вьюн, пескарь; раки (единично).
Для озера характерно: крутые и отлогие берега, есть заболоченные участки, леса, поля; в прибрежье — песок, камни, заиленный песок, в профундали — ил, заиленный песок, есть песчаные и песчано-каменистые нальи.